# Gorić
Gorić (cyr. Горић) – wieś w Serbii, w okręgu kolubarskim, w mieście Valjevo. W 2011 roku liczyła 577 mieszkańców.